# Centre national des Arts de Tokyo
Pour les articles homonymes, voir Centre national des Arts (homonymie).
Le centre national des Arts de Tokyo est un musée d'art moderne fondé en 2007 et situé à Tokyo, au Japon, dans le quartier de Roppongi à proximité du complexe Tokyo Midtown, où l'on trouve le 21 21 DESIGN SIGHT.
Le bâtiment a été conçu par l'architexte Kishō Kurokawa. C'est un des plus grands espaces d'exposition du Japon. Contrairement aux autres musées nationaux, le NACT est un musée vide, sans collection, exposition permanente ou curateur. Comme les Kunsthalle, il accueille des expositions organisées par d'autres organisations, en plus de celles organisées en propre.